# Kinston (Alabama)
Kinston é uma cidade  localizada no estado americano do Alabama, no Condado de Coffee.

## Demografia
Segundo o censo americano de 2000, a sua população era de 602 habitantes.
Em 2006, foi estimada uma população de 607, um aumento de 5 (0.8%).

## Geografia
De acordo com o United States Census Bureau, a localidade tem uma área de 12,6 km², sem área coberta por água. Kinston localiza-se a aproximadamente 82 m acima do nível do mar.

## Localidades na vizinhança
O diagrama seguinte representa as localidades num raio de 24 km ao redor de Kinston.